# Ahtra
Ahtra  est une île estonienne dans la Mer Baltique.